# Arremon basilicus
Arremon basilicus là một loài chim trong họ Emberizidae.